# كيت جينينجز جرانت
كيت جينينجز جرانت (بالإنجليزية: Kate Jennings Grant) هي ممثلة أمريكية، ولدت في 23 مارس 1970 بإليزابيث في الولايات المتحدة.

## أعمال

### أفلام
- (2004) كينسي[5][6]
- (2006) يونايتد 93[7]
- (2008) فروست ونيكسون[8][9]
- (2010) حب ومخدرات أخرى[10]

### مسلسلات
- جاغ
- كولد كيس

## وصلات خارجية
- كيت جينينجز جرانت على موقع IMDb (الإنجليزية)
- كيت جينينجز جرانت على موقع ألو سيني (الفرنسية)
- كيت جينينجز جرانت على موقع أول موفي (الإنجليزية)
- كيت جينينجز جرانت على موقع قاعدة بيانات برودواي على الإنترنت (الإنجليزية)
- كيت جينينجز جرانت على موقع قاعدة بيانات الأفلام السويدية (السويدية)
- كيت جينينجز جرانت على موقع قاعدة بيانات الفيلم (الإنجليزية)
- كيت جينينجز جرانت على موقع كينوبويسك (الروسية)